# Il signorino (romanzo)
Il signorino, conosciuto anche come Bocchan (坊っちゃん), è un romanzo di formazione dello scrittore giapponese Sōseki Natsume pubblicato nel 1906. Si tratta di uno dei romanzi più popolari in Giappone, letto da molti giapponesi durante gli anni di scuola (fino a pochi anni fa era un testo scolastico obbligatorio).
Il tema centrale dell'opera è la moralità, che l’autore propone accompagnandola con humor e sarcasmo.

## Nome
La parola Bocchan in giapponese è quella con cui i domestici chiamano affettuosamente il figlio della nobile famiglia presso la quale prestano servizio. La parola in effetti ha più significati (per esempio, 'padroncino' o 'piccolo maestro'): quello usato nel romanzo si avvicina molto a quello della parola italiana "signorino".

## Contesto
La storia si basa sull'esperienza personale dell'autore come insegnante inviato a Matsuyama sull'isola di Shikoku. La residenza a Matsuyama è stata la sua prima esperienza di vita fuori casa. La scuola in cui ha insegnato l'autore, la Scuola media di Matsuyama, è l'attuale Ehime Kenritsu Matsuyama Higashi Kōtōgakkō (愛媛県立松山東高等学校).

## Trama
Il libro si apre con Bocchan, il protagonista del racconto, che racconta in prima persona la sua infanzia, partendo dalle sue bravate e facendo capire al lettore che a causa del suo carattere arrogante, turbolento e scontroso viene disprezzato dai genitori, i quali preferiscono il loro tranquillo e studioso primogenito.
Kiyo, l'anziana domestica della famiglia, è l'unica che trova qualcosa di positivo nel carattere di Bocchan. Dopo la morte della madre e del padre di Bocchan, Kiyo si dedica con ardore al bambino, trattandolo come fosse un figlio, e alla sua educazione, insegnandogli i valori della sincerità e dell’onestà. All'inizio Bocchan trova il suo affetto opprimente, ma in seguito impara ad apprezzarlo, fino a vedere Kiyo come una figura materna e un modello da seguire.
Dopo la morte del padre, il fratello maggiore liquida i beni di famiglia e consegna a Bocchan solo una piccola parte di denaro, prima di partire per la sua carriera. Bocchan usa questi soldi per iscriversi alla facoltà di Fisica.
Una volta laureato, accetta un lavoro come insegnante di matematica alle scuole medie di Matsuyama, sull'isola di Shikoku.
Il soggiorno di Bocchan a Matsuyama si rivela breve (meno di due mesi) ma ricco di eventi. La sua arroganza lo porta fin da subito a scontrarsi con i suoi colleghi e i suoi studenti, i quali, stufi del suo atteggiamento duro e spocchioso, si vendicano seguendo ogni suo movimento nella piccola città e spaventandolo durante il suo servizio notturno nel dormitorio.
Tuttavia, le malefatte dei suoi allievi si rivelano essere solo la prima manifestazione di una più ampia rete d’intrighi e ipocrisia. A causa della gelosa rivalità per la signorina Toyama (Madonna), il vicepreside della scuola (Camicia Rossa) e l'insegnante d’inglese (Uranari) danno il via a una serie di scontri che porta alla formazione di due schieramenti all’interno del personale della scuola. All'inizio Bocchan ha difficoltà a vedere oltre le apparenze dei suoi colleghi, portandolo a non capire e a confondere lo schieramento di ognuno di loro. Ma dopo alcuni avvenimenti, giunge alla conclusione che chi dà valore al principio di moralità sono Uranari e il capo insegnante di matematica (Porcospino). I restanti, invece, sono persone superficiali, altezzose, egoistiche e ipocrite.
Nella seconda parte del racconto, Camicia Rossa prende la decisione di eliminare i suoi rivali tramite sotterfugi, utilizzando la propria influenza, i suoi contatti e ricorrendo anche alla violenza.
Bocchan e Porcospino si rendono conto di difendere gli stessi ideali di sincerità, etica professionale, onestà e giustizia, che li portano ad allearsi per cercare di combattere l’ipocrisia, l’apparenza e i rapporti di potere che stavano diventando una norma nel Giappone del tempo. Ma rendendosi conto di non poter sconfiggere il nuovo sistema, cercano un modo per pareggiare i conti con Camicia Rossa e Nodaiko.
Dopo essere riusciti a fare giustizia Bocchan decide di dimettersi dal suo ruolo da insegnate alla scuola media di Matsuyama.
Il romanzo si chiude con Bocchan che torna a Tokyo per vivere con Kiyo. In seguito trova un impiego presso un’azienda di Tokyo. Dopo alcuni anni, Kiyo si ammala e morirà di polmonite. Bocchan decide di seppellirla nella tomba della sua famiglia, come segno di rispetto e affetto verso l’unica persona da cui ha ricevuto sempre amore e onestà.

## Personaggi principali
- Bocchan: è il protagonista del romanzo e il narratore in prima persona. È nato e cresciuto a Tokyo con la sua famiglia e la domestica a cui è profondamente affezionato. Si è laureato alla Accademia di Fisica di Tokyo (ora Tokyo University of Science[4]). Ha il tipico comportamento da edokko (una persona nata e cresciuta a Tokyo, con una personalità diversa dalla popolazione non nativa).
- Kiyo (significa "pura"): è l'anziana domestica della famiglia di Bocchan a Tokyo. È un'aristocratica decaduta, la quale affronta con coraggio e tenacia ciò che la vita le ha riservato. Estremamente affezionata a Bocchan, gli insegna a essere sempre sincero, a pensare con la propria testa e a rifiutare l’ipocrisia.
- Camicia Rossa: è il vicepreside della scuola media e l’unico del personale docente ad avere un dottorato (in letteratura), cosa che lo porta a considerarsi un sofisticato studioso. Il suo nome non viene mai rivelato nel corso del romanzo. È soprannominato “Camicia Rossa” perché è solito indossare sempre una camicia rossa. È innamorato di Madonna, la fidanzata di Uranari, e cercherà in tutti i modi di portarla via a Uranari. Tale gelosia e rivalità saranno il conflitto centrale del romanzo.
- Uranari (significa “uomo pallido”): è l’insegnante d’inglese e collega di Bocchan. Il suo vero nome è Koga, ma è soprannominato Uranari per la sua carnagione pallida e il viso paffuto. È una persona malinconica ma molto raffinata ed elegante. È molto timido, riservato e umile. È fidanzato ufficialmente con la donna più bella della città, la signorina Toyama (soprannominata “Madonna”). Tale fidanzamento sarà il centro di una profonda rivalità, che diventerà il conflitto centrale del romanzo.
- Yamaarashi (significa "porcospino"): è il capo insegnante di matematica e collega di Bocchan. Il suo vero nome è Hotta ed è originario di Aizu. È molto forte e ha una voce tonante e virile. Non si sottrae mai al confronto e si considera un paladino della giustizia.
- Nodaiko (significa “ravanello”): è l'insegnante di arte della scuola media. È la spalla di Camicia Rossa. Bocchan fin da subito lo definisce “un clown di terza categoria”.
- Tanuki (nome del tipico “cane procione” giapponese): è il preside della scuola media. Si vanta del suo rispetto del protocollo e del suo contegno professionale, ma molto spesso finisce per farsi manipolare da Camicia Rossa. Il suo vero nome non viene mai rivelato all’interno del romanzo.

## Personaggi secondari
- Il fratello maggiore di Bocchan: è il figlio prediletto dai genitori per via della sua personalità tranquilla. È molto studioso e serio. Non è in buoni rapporti con Bocchan, sul quale vince nelle discussioni e nello Shōgi (gioco di scacchi giapponesi). Il suo nome non viene mai rivelato all’interno del libro.
- Madonna: è il soprannome usato dal personale della scuola media per indicare la signorina Toyama, l’insegnante di inglese. È considerata la donna più bella della città. È fidanzata con Uranari per via di un precedente accordo. È ambita da Camicia Rossa.

## Temi principali
Il romanzo è in buona parte centrato su questioni di moralità: durante gran parte del romanzo, Bocchan si domanda se la sua morale verrà corrotta dall'ipocrisia, dall'egoismo e dalla maleducazione che all'epoca si stavano diffondendo nel Giappone moderno. Il tema della moralità si manifesta sotto forma di dilemma tra Bocchan e Yamaarashi da un lato, e Camicia Rossa e Nodaiko dall’altro, riflettendo anche la confusione degli intellettuali dell’epoca Meiji nei confronti della cultura occidentale e delle opinioni sul modo di pensare tipico del Giappone.
Un altro tema è la scomparsa dei valori e dello stile di vita tradizionale del Giappone del periodo Edo, a causa della rapida modernizzazione e occidentalizzazione che avvenne nel periodo Meiji. Il personaggio di Bocchan rappresenta le caratteristiche sociali dell’epoca Edo (in particolare per il suo modo di esprimersi tipico dell’epoca Edo e il suo comportamento), Yamaarashi rappresenta la giustizia tipica del codice dei samurai durante il periodo Edo, mentre Camicia Rossa e Nodaiko rappresentano gli ideali del Giappone occidentalizzato del periodo Meiji (maggiore ipocrisia, indebolimento del rispetto e dell’educazione).
Le osservazioni e i pensieri di Bocchan su Matsuyama si configurano inoltre come prove documentali dell'epoca Meiji. Bocchan, essendo nato in una grande città come Tokyo, si trova in una nuova realtà sociale in cui tutto è diverso; i vestiti, i modi di pensare e di esprimersi. Per questo motivo in certi momenti non comprende la cultura e i costumi della città di Matsuyama.

## Opere derivate

### Anime
Il romanzo è stato adattato in due episodi dell’anime giapponese Animated Classics of Japanese Literature andato in onda da aprile 1986, a dicembre dello stesso anno. L’anime è stato prodotto dalla Nippon Animation, comprato e distribuito dalla Central Park Media, e infine, sponsorizzato dalla Sumitomo Life Insurance.

### Manga
Jiro Taniguchi ha adattato alcune parti del romanzo nella sua serie manga Botchan no jidai (坊っちゃんの時代) del 1987. La serie è stata tradotta in francese (Au temps de Botchan) da Éditions du Seuil e da Casterman, in italiano (Ai tempi di Bocchan) da Coconino Press e in spagnolo (La época de Botchan) da Ponent Mon.

### Giudizi critici
- Nel testo Modern Japanese Literature: An Anthology del 1956, Donald Keene parla brevemente del romanzo e ne porta una breve traduzione, classificandolo come uno dei romanzi più importanti e caratteristici del periodo Meiji. Secondo Keene, l'apparizione di Sōseki nella scena letteraria ha rappresentato un evento importante nella letteratura giapponese del tempo, perché grazie ai suoi romanzi è possibile notare un cambiamento profondo, passando da una letteratura satirica ed umoristica (come in Bocchan) ad una letteratura simbolista che tratta temi più profondi.
- Ueda Makoto, in Modern Japanese Writers and the Nature of Literature, pubblicato nel 1976, parla di Natsume Sōseki definendolo come uno dei più importanti scrittori della letteratura giapponese moderna, analizzando lo stile di Bocchan. Ueda racconta come Sōseki abbia elaborato tre tipologie di modi con cui un romanziere possa costruire la struttura organica di un romanzo: la prima tipologia consiste nel creare un evento che cambi e colpisca profondamente i tratti specifici dei personaggi del romanzo. La seconda tipologia consiste nel creare una serie di eventi che vanno a cambiare lentamente le personalità generali dei personaggi, ma non i loro tratti specifici. Nella terza e ultima tipologia il personaggio principale non cambia, ma va incontro a vari eventi, così che la trama serva a rivelare la personalità completa del protagonista, esattamente come nel caso di Bocchan. Queste tre tipologie per Sōseki erano essenziali, perché per lui un racconto doveva sempre essere in grado di produrre un'unità di interessi.
- Nel libro Studies in the comic spirit in modern Japanese fiction del 1998 Joel Ralph Cohn parla brevemente del romanzo descrivendolo come una delle migliori opere narrative comiche della letteratura giapponese. Il professor J.R. Cohn spiega come Sōseki, con Bocchan, abbia contribuito a consolidare i tratti tipici della satira e della narrativa comica in Giappone, rappresentando un punto di riferimento per i giovani scrittori delle generazioni successive.
- L'opera di Sōseki è stata oggetto di studio sotto più direzioni. Ne è stata analizzata la struttura del testo e delle frasi rispetto alle necessità espressive dell'autore, in particolare nell'uso dei tempi verbali[6].  L'apertura all'influenza letteraria occidentale nell'epoca Meiji fu bilanciata dall'impiego di tematiche e stili provenienti dalla tradizione: anche Sōseki nell'accostamento tra nomi e caratteristiche dei personaggi di Bocchan, non fa eccezione[7]. L'approccio al testo di Sōseki tramite la sociologia della letteratura, che considera l'opera letteraria come un mezzo per conoscere la società ritratta al suo interno, mediata dall'esperienza dell'autore, rivela l'intenzionalità di contrapporre nuove abilità sociali (gestione del conflitto, della rabbia e capacità di comunicare il proprio pensiero) finalizzate ad affrontare la vita in un periodo di trasformazione della società giapponese[8].

## Periodo storico
Il romanzo è ambientato nell’epoca Meiji, definita come l’inizio del periodo del Giappone Moderno, la quale dà il via a un periodo di forte modernizzazione sociale, industriale e politica. Col tempo, infatti, il Giappone comincia a perdere quelli che erano i valori cardini del paese (l’onestà, il rispetto e l’educazione) e a favorirne altri, come l’ipocrisia tanto odiata da Bocchan.
Il contesto storico è molto importante ai fini del romanzo, perché Sōseki utilizza il suo personaggio e il suo umorismo per fare una satira sui cambiamenti del Giappone nell’epoca Meiji, su una società ipocrita nella quale l’apparenza e i rapporti di potere sono l’unico valore fondamentale.

## Nella cultura di massa
Il romanzo è ambientato nella città di Matsuyama, capoluogo della prefettura di Ehime. Dopo l’uscita del libro, e dopo il grande successo che ricevette, la città ricorda costantemente il romanzo tramite il suo titolo, che ricorre ovunque.
Una delle più importanti suggestioni derivanti dall’opera letteraria è il Botchan Ressha Myūjiamu (坊っちゃん列車ミュージアム, Museo del treno di Botchan), un’esposizione sviluppata attorno alla ricostruzione della prima locomotiva del gruppo Iyotetsu, menzionata da Sōseki nel suo libro in cui ne definisce i vagoni come “grandi quanto una scatola di fiammiferi”.
A ricordare i passi del romanzo ambientati alle terme è il Botchan Karakuri Clock (坊っちゃんカラクリ時計), un orologio meccanico che si trova nei pressi della stazione di Dōgo Onsen. Lo spettacolo, che si svolge ogni ora tra le ore 08:00 e le ore 22:00, ritrae una piccola scenetta accompagnata dalla musica e dai personaggi che compaiono in Bocchan.
Davanti alla Matsuyama-jō Rōpuu~ei (松山城ロープウェイ, Funivia del castello di Matsuyama), presso il castello di Matsuyama, sono state poste le statue dei personaggi di Bocchan e Madonna.
Infine, al romanzo è legato uno dei piatti tipici di Matsuyama, i Bocchan dango: tre palline di farina di riso di gusti diversi (fagioli rossi, uovo e tè verde). Nel romanzo sono il cibo preferito del protagonista.

## Edizioni in italiano
- Natsume Sōseki; Il signorino, traduzione di Antonietta Pastore, Neri Pozza, Vicenza 2007